# Władimir Amalicki
Władimir Prochorowicz Amalicki, ros. Владимир Прохорович Амалицкий (ur. 1 lipca?/13 lipca 1859 lub 1860 roku w majątku Staryki koło Żytomierza, zm. 15 grudnia?/28 grudnia 1917 w Kisłowodzku) – rosyjski paleontolog i geolog, profesor, badacz permskich małży i lądowych kręgowców.

## Edukacja i kariera naukowa
W 1879 roku ukończył gimnazjum w Petersburgu, po czym podjął studia przyrodnicze na tamtejszym uniwersytecie ukończone w 1883 roku pracą nt. wykształcenia granitów w południowych rejonach Imperium Rosyjskiego. W tymże roku podjął pracę na Uniwersytecie Petersburskim, gdzie pracował do 1886 roku, a później także w 1889 roku. W 1887 roku uzyskał doktorat na bazie publikacji poświęconej wykształceniu permu w basenie ocko-wołżańskim. Habilitację zrobił w 1892 roku na podstawie monografii dotyczącej fauny permu (słodkowodnych małży Antracosiidae). Od 1890 do 1915 roku był profesorem Uniwersytetu Warszawskiego, a od 1903 roku także profesorem geologii Warszawskiego Instytutu Politechnicznego. W okresie 1904–1912 piastował stanowisko dziekana wydziału górniczego tej politechniki, a od 1908 roku do początku 1917 roku był dyrektorem uczelni (w związku z ofensywą wojsk niemieckich, od połowy 1915 roku wraz z Instytutem ewakuował się do Niżnego Nowogrodu, gdzie uczelnia wznowiła działalność nie zmieniając wówczas nazwy).
W latach 1883–1885 (z przerwami) prowadził badania geologiczne i paleontologiczne w guberni niżnonowogrodzkiej koncentrując się zwłaszcza na osadach, których wiek na podstawie małży określił na perm. Badał także tamtejsze utwory karbonu.
W okresie 1895–1897 i 1899-1901 (z przerwami także do 1905 roku) prowadził paleontologiczne badania terenowe w północnej części europejskiej Rosji w dorzeczu rzeki Dwiny. Efektem tych prac było odkrycie i wydobycie kilkudziesięciu całych szkieletów gadów i płazów permskich, znacznie większej ilości mniej kompletnych zespołów lub pojedynczych kości oraz m.in. szczątków permskiej flory.
W 1903 roku odbył naukową podróż po części rosyjskiego wybrzeża Oceanu Arktycznego i po basenie rzeki Peczory.
Od 1908 do 1914 roku kontynuował prowadzenie i nadzorowanie wykopalisk paleontologicznych w basenie dwińskim, w rejonie m.in. Kotłasu.
Do głównych osiągnięć naukowych Amalickiego należało:
1. udowodnienie pokrewieństwa późnopermskiej fauny lądowej i słodkowodnej kontynentów południowych (Gondwana) i północnych, co miało implikacje paleogeograficzne, wskazując na istnienie połączeń tych obszarów[13].
2. odkrycie bogatej permskiej fauny małży i kręgowców lądowych, ustanowienie nowych taksonów[14]
3. udowodnienie późnopermskiego wieku badanych osadów w północnej Rosji[15]

Kilka publikacji naukowych i raportów z badań Amalickiego ukazało się na bazie jego rękopisów już po śmierci badacza (ostatnia w 1931 roku).

## Niektóre ustanowione przez Amalickiego kopalne taksony
- Anthracosiidae (w 1892 roku)
- Inostrancevia (w 1922 roku) i Inostrancevia alexandri (w 1922 roku), wielki drapieżny gad permski[17]
- Scutosaurus karpinskii (w 1922 roku; patrz: skutozaur)

## Życie prywatne
W 1890 roku ożenił się. Żona Anna brała udział w jego badaniach naukowych, a po śmierci męża opublikowała kilka artykułów o nim lub jego podróżach badawczych.

## Nagrody i uhonorowanie
- Order Świętego Stanisława III i II klasy[16].
- Pomnik Amalickiego w Kotłasie postawiony w 2005 r[19].